# Andreas Gregor
Andreas Gregor (27 de abril de 1955) es un deportista de la RDA que compitió en remo como timonel.
Participó en los Juegos Olímpicos de Moscú 1980, obteniendo una medalla de oro en la prueba de cuatro con timonel. Ganó cuatro medallas de oro en el Campeonato Mundial de Remo entre los años 1977 y 1983.

## Palmarés internacional
| Juegos Olímpicos   | Juegos Olímpicos          | Juegos Olímpicos | Juegos Olímpicos   |
| Año                | Lugar                     | Medalla          | Prueba             |
| ------------------ | ------------------------- | ---------------- | ------------------ |
| 1980               | Moscú (URSS)              | Medalla de oro   | Cuatro con timonel |
| Campeonato Mundial |                           |                  |                    |
| Año                | Lugar                     | Medalla          | Prueba             |
| 1977               | Ámsterdam (Países Bajos)  | Medalla de oro   | Cuatro con timonel |
| 1978               | Cambridge (Nueva Zelanda) | Medalla de oro   | Cuatro con timonel |
| 1982               | Lucerna (Suiza)           | Medalla de oro   | Cuatro con timonel |
| 1983               | Duisburgo (RFA)           | Medalla de oro   | Dos con timonel    |